# Ivoormosdiertje
Het ivoormosdiertje (Crisia aculeata) is een mosdiertjessoort uit de familie van de Crisiidae. De wetenschappelijke naam van de soort is voor het eerst geldig gepubliceerd in 1841 door Hassall.